# Hans Sebastian Nikolai
Hans Sebastian Nikolai, auch Hans Bast Nicolai oder kurz Hans Bast (* vermutlich 1735 im Kondelwald; † 1801 in Koblenz). Hans Bast Nicolai fiel wegen seiner Körpergröße von 192 cm auf und war Schmied aus dem Kondelwald und diente auch als Grenadier und Gardist. Er wurde beschuldigt, im August 1796 die Sprinker Mühle überfallen zu haben, wobei der Müller, seine Frau und zwei ihrer Kinder ermordet wurden. Im August 1800 wurde Nicolai verhaftet und ein Jahr später hingerichtet.

## Sonstiges
- Clara Viebig setzt 1922 mit ihrem Roman Unter dem Freiheitsbaum, der von den Ereignissen nach der Französischen Revolution im Eifel-Hunsrückgebiet und den dort agierenden Banden handelt, neben dem Schinderhannes auch Hans Bast Nicolai ein Denkmal.
- Nicolais Beteiligung am grausamen Massaker an der Familie Krones in der Sprinker Mühle wird in Hans-Peter Prachts Buch "Blutige Eifel" thematisiert.[1]